# Солдатенко Іван Миколайович
Солдатенко Іван Миколайович (25 жовтня 1931 року, місто Бориспіль, Київська область — 12 листопада 1991 року, місто Київ) — український письменник, публіцист, перекладач, журналіст, педагог, суспільний та громадський діяч.

## Біографія
Іван Миколайович Солдатенко народився 25.10.1931 року в містечку Борисполі на Київщині в селянській родині. Трудовий шлях почав як журналіст у Бориспільській районній газеті. У 1955 році закінчив Київський державний педагогічний інститут за фахом «педагогіка і психологія». Член КПРС.
З 1960 року певний час працював на керівних посадах у комсомольських та партійних органах: 1-й секретар Шевченківського районного комітету ЛКСМУ міста Києва, 1-й секретар Київського міського комітету ЛКСМУ (з 31 серпня 1962 до січня 1965), секретар Ленінського районного комітету КПУ міста Києва, завідувач відділу пропаганди та агітації Київського міського комітету КПУ.
Іван Солдатенко очолював перший загін київської молоді, який вирушив на освоєння цілинних земель до Казахстану. Неодноразово обирався депутатом Київської міськради, районних рад міста Києва.
У 1969 році захистив дисертацію на здобуття вченого ступеня кандидата педагогічних наук[джерело не вказане 1333 дні], згодом отримав звання професора.
У 1970 році був прийнятий до Спілки письменників України та СРСР, був членом Правління Літфонду.
З 1971 по 1976 рік — відповідальний секретар правління Спілки письменників України та секретар партійної організації. Під його керівництвом було проведено значну кількість декад української літератури у Латвії, Вірменії, Грузії, Азербайджані, Туркменії, Киргизії та інших республіках колишнього Союзу.
З 1976 року — проректор із заочної освіти, з 1979 року — проректор із навчальної роботи, з 1985 року — проректор із наукової роботи Київського державного інституту культури імені О. Корнійчука (нині Київський національний університет культури і мистецтв).
Іван Солдатенко зробив значний внесок у розвиток вітчизняної педагогічної науки, його науковий доробок налічує близько 140 наукових праць[джерело не вказане 1333 дні]. Він готував аспірантів та докторантів із багатьох зарубіжних країн: Естонії, Польщі, Азербайджану, В‘єтнаму, Угорщини.[джерело не вказане 1333 дні] Виступав із доповідями на наукових симпозіумах у Польщі, Югославії, Угорщині.
Виховав двох дітей. Донька — Олена Міщенко, знана літературознавиця, авторка  значної кількості наукових праць, чинних підручників з української літератури для школи (7-11 класи), син — лікар.

## Творчість
Його перу належать книги публіцистики «Голубе полум'я», «Ковалі нового життя», «Молоді — науковий світогляд», «На різних широтах», «Індія в дорозі», повісті «Жорна», «Синок», книга літературно-критичних нарисів «На поклик часу». В різні роки було опубліковано близько 20 оповідань, більше 180 літературно-критичних праць, нарисів, статей[джерело не вказане 1333 дні].
Надзвичайно розмаїта перекладацька творчість І. Солдатенка[відсутнє в джерелі]. Він перекладав твори білоруських, російських, вірменських, болгарських письменників. Зокрема він переклав українською книгу Павла Поповича «Нескінченні дороги Всесвіту», Олексія Толстого «Ділок», твори Генріха Боровика, Івана Чигринова, Фелікса Арського, Івана Врачева, Абіга Авакяна та багатьох інших. Іван Солдатенко був щиро переконаний, що політику русифікації, проти якої він виступав, можна подолати зокрема шляхом перекладу творів у тому числі й російських письменників на українську мову.

## Міжнародна діяльність
Неодноразово очолював урядові делегації до різних країн, представляв національне письменство на декадах української літератури в Індії, Франції, Азербайджані, Киргизії, Білорусі, Вірменії, Угорщині, Болгарії, Німеччині, на Кубі. Регулярно виступав із доповідями про розвиток і здобутки національної літератури. Саме ця ланка його організаторської роботи сприяла популяризації української літератури та культури за кордоном, доводила, що в Україні яскраво і плідно розвивається саме національна культура. Це у свою чергу руйнувало міф про уніфіковане «радянське» мистецтво.

## Літературознавча діяльність
Значним є літературознавчий доробок Івана Солдатенка. Його критичні та літературознавчі праці стали вагомим внеском в український літературний процес 70-80-х років ХХ століття. Вони торкаються проблем перекладознавства, історії української літератури, творчості О. Гончара, П. Загребельного, М. Зарудного, Ю. Бедзика, В. Козаченка та багатьох інших.
Праці Івана Солдатенка про життя і творчість Василя Сухомлинського досі знаходяться в активному науковому вжитку.
Надзвичайно активною була журналістська діяльність Івана Солдатенка. Член Спілки журналістів, він мав у своєму активі близько 200 газетних та журнальних публікацій, які торкалися актуальних проблем доби, зокрема розвитку культури та літератури.

## Інша діяльність
Іван Солдатенко виконував значний обсяг громадської роботи, був обраний членом правління і членом Президії правління СП України, членом правління Всеукраїнського товариства «Знання», членом правління Літфонду України.
Чимало зробив Іван Солдатенко для Української енциклопедії. Був членом редколегії, підготував ряд фундаментальних статей.
Особливо значущими для вітчизняної науки стали його монографічні дослідження «Науково-технічний прогрес і вузи культури», «Мистецтво і виховання творчої особистості». Загалом бібліографія написаного Іваном Солдатенком складає близько 360 назв. Вклав значні особисті кошти у відновлення православного храму міста Бориспіль, допомагав бібліотекам рідного містечка та Бориспільському історичному музею.

## Нагороди
Нагороджений орденом «Знак пошани», медалями «За освоєння цілинних земель»[джерело не вказане 1333 дні], «В ознаменування 100-річчя з дня народження В. І. Леніна»[джерело не вказане 1333 дні], «50 років Комуністичної партії Чехословаччини»[джерело не вказане 1333 дні].